# Arrondissement Bonneville
Das Arrondissement Bonneville ist eine Verwaltungseinheit im Département Haute-Savoie in der französischen Region Auvergne-Rhône-Alpes. Unterpräfektur ist Bonneville.
Das Arrondissement besteht aus 59 Gemeinden.

## Gemeinden
Die Gemeinden des Arrondissement Bonneville sind:
| 1. Amancy (74007)                 | 2. Arâches-la-Frasse (74014)   | 3. Arenthon (74018)            | 4. Ayse (74024)                      |
| 5. Bonneville (74042)             | 6. Brizon (74049)              | 7. Chamonix-Mont-Blanc (74056) | 8. La Chapelle-Rambaud (74059)       |
| 9. Châtillon-sur-Cluses (74064)   | 10. Cluses (74081)             | 11. Combloux (74083)           | 12. Les Contamines-Montjoie (74085)  |
| 13. Contamine-sur-Arve (74087)    | 14. Cordon (74089)             | 15. Cornier (74090)            | 16. Demi-Quartier (74099)            |
| 17. Domancy (74103)               | 18. Etaux (74116)              | 19. Faucigny (74122)           | 20. Fillinges (74128)                |
| 21. Glières-Val-de-Borne (74212)  | 22. Les Houches (74143)        | 23. Magland (74159)            | 24. Marcellaz (74162)                |
| 25. Marignier (74164)             | 26. Marnaz (74169)             | 27. Megève (74173)             | 28. Mégevette (74174)                |
| 29. Mieussy (74183)               | 30. Mont-Saxonnex (74189)      | 31. Morillon (74190)           | 32. Nancy-sur-Cluses (74196)         |
| 33. Onnion (74205)                | 34. Passy (74208)              | 35. Peillonnex (74209)         | 36. Praz-sur-Arly (74215)            |
| 37. Le Reposoir (74221)           | 38. La Rivière-Enverse (74223) | 39. La Roche-sur-Foron (74224) | 40. Saint-Gervais-les-Bains (74236)  |
| 41. Saint-Jean-de-Tholome (74240) | 42. Saint-Jeoire (74241)       | 43. Saint-Laurent (74244)      | 44. Saint-Pierre-en-Faucigny (74250) |
| 45. Saint-Sigismond (74252)       | 46. Saint-Sixt (74253)         | 47. Sallanches (74256)         | 48. Samoëns (74258)                  |
| 49. Scionzier (74264)             | 50. Servoz (74266)             | 51. Sixt-Fer-à-Cheval (74273)  | 52. Taninges (74276)                 |
| 53. Thyez (74278)                 | 54. La Tour (74284)            | 55. Vallorcine (74290)         | 56. Verchaix (74294)                 |
| 57. Ville-en-Sallaz (74304)       | 58. Viuz-en-Sallaz (74311)     | 59. Vougy (74312)              |                                      |

## Neuordnung der Arrondissements 2024
Der Erlass der Präfektin der Region Auvergne-Rhône-Alpes vom 2. Juni 2023 legte mit Wirkung zum 1. Januar 2024 eine Neuordnung des Zuschnitts der Arrondissements des Départements Haute-Savoie fest.
- Die Gemeinden La Côte-d’Arbroz und Les Gets wechselten vom Arrondissement Bonneville zum Arrondissement Thonon-les-Bains.
- Die Gemeinde Fillinges wechselte vom Arrondissement Saint-Julien-en-Genevois zum Arrondissement Bonneville.